# The First Commandment (Zvezdna vrata SG-1)
The First Commandment je naslov epizode znanstveno-fantastične serije Zvezdna vrata, v kateri se O'Neill z ekipo SG-1 odpravi skozi zvezdna vrata, da bi našel izgubljeno ekipo SG-9. Ko prispejo na planet, spoznajo, da so v votlinah živeči primitivni prebivalci sprejeli SG-9 kot boga. Znamenja božanstva jim pomenijo orožje, ki ga nosijo možje posadke, in posebna stekla, ki preprečujejo opekline smrtonosnih UV žarkov. Težave nastopijo, ko kapitan SG-9, Jonas Hanson, zlorabi svoj položaj in začne vladati z železno roko. Treba ga je ustaviti, a kako lahko človek ustavi boga...